# Мизраб

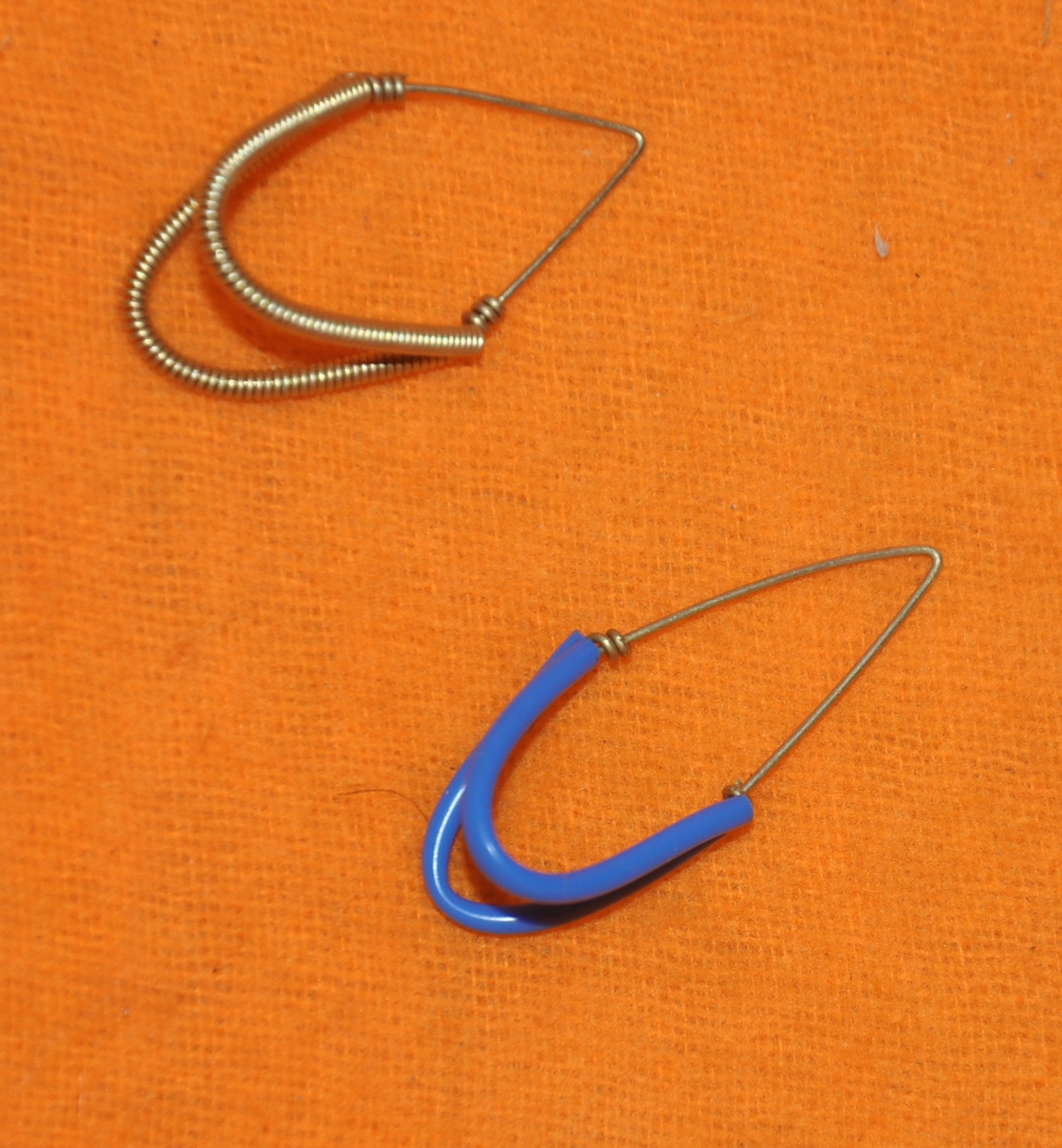
Мизраб

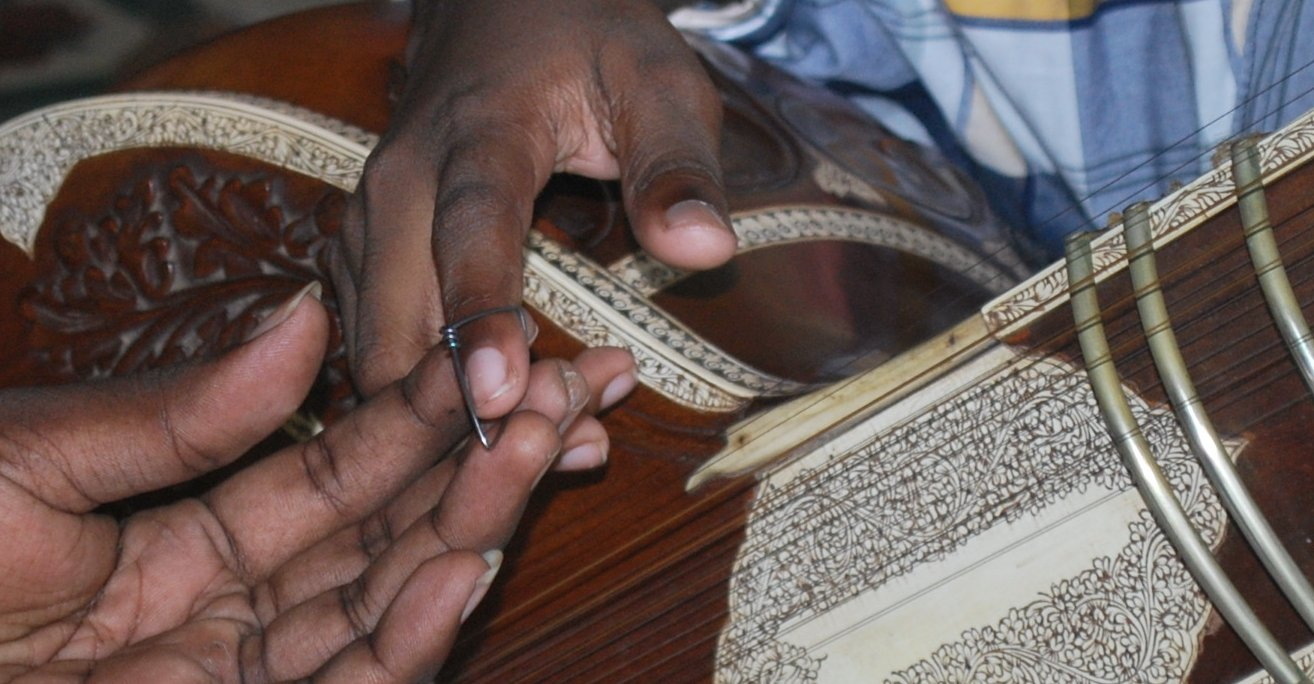
Мизраб

Мизра́б (перс.: مضراب, иногда произносится мезра́б) или захме́х (перс.: زخمه, также иногда называется захма́) разновидность плектра, используемая для игры на ряде иранских (тар), индийских (ситар) струнных музыкальных инструментов. Представляет собой кольцо с «когтем» — выступом для защипывания струны.
Для игры на ситаре мизраб изготавливается вручную из одной металлической полосы, таким образом, чтобы надевать его туго на ногтевую фалангу пальца так, чтобы он был зафиксирован и не перемещался во время игры, а «коготь» выступал вперед примерно на полсантиметра. Как правило, мизраб надевают на указательный палец, но иногда можно встретить музыкантов, использующих второй мизраб, надевая его на средний палец или мизинец.
Мизрабом также называют молоточек для игры на сантуре.

## Используемые варианты боя
Существует 4 различных вида боя при игре мизрабом на ситаре: Da, Ra, Dir и Dra.
- Da — движение мизрабом снаружи внутрь на первой струне.
- Ra — движение изнутри наружу на первой струне.
- Dir — быстрые удары по первой струне из стороны в сторону (тремоло)
- Dra — удар по первой струне изнутри, а затем быстро снаружи, причём последний делается более энергично, делая удар снаружи более выделенным чем изнутри.